# 梅村庭園

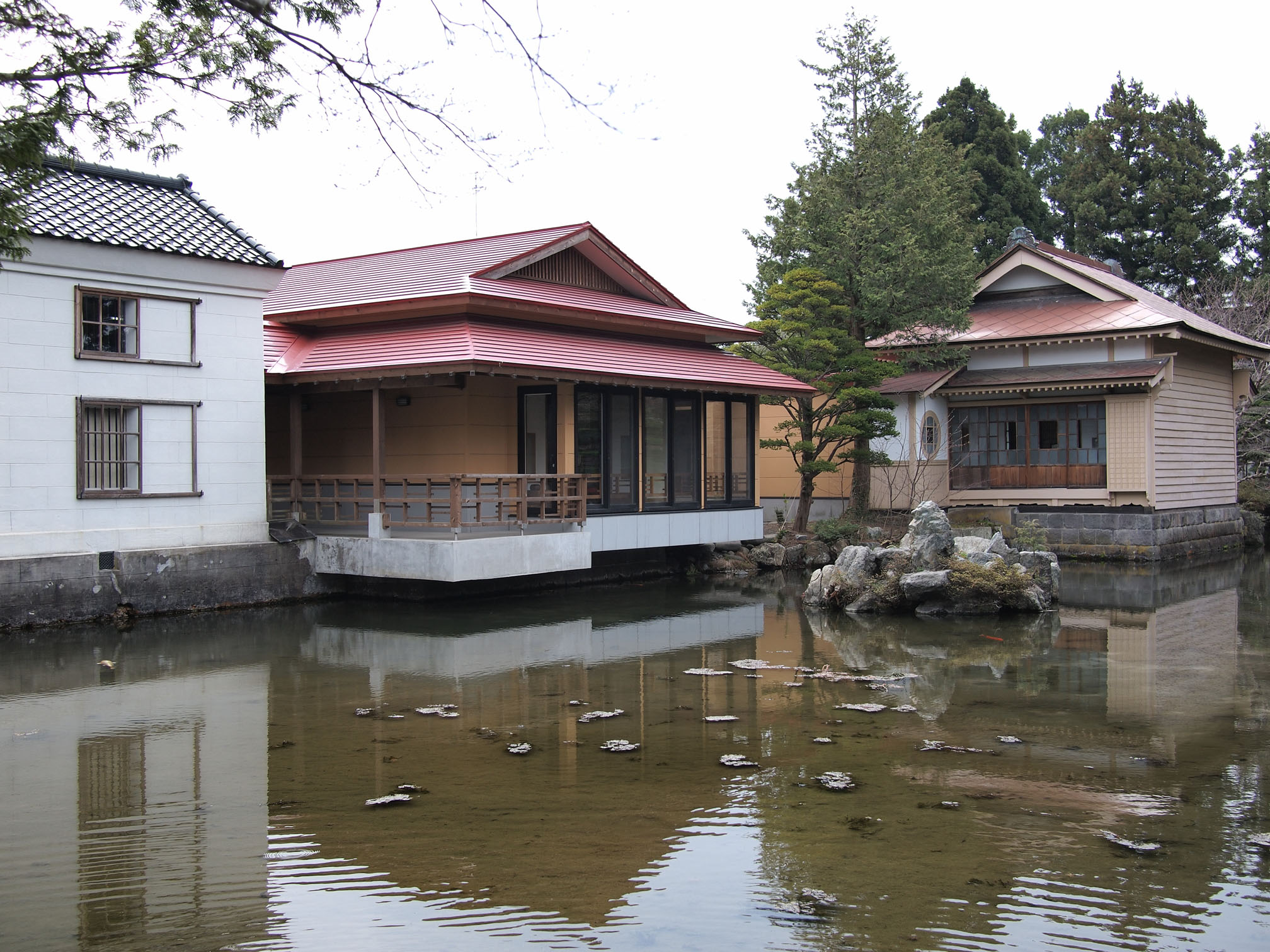
梅村庭園（2010年5月）

梅村庭園（うめむらていえん）は、北海道二海郡八雲町末広町にある北海道では珍しい池泉回遊式の庭園。

## 概要
旧尾張藩士で菓子製造業、質屋業、呉服商などを営む梅村多十郎は1912年(大正元年)、梅村家別宅のあった現在地に蔵、離れ屋敷、洋風本館からなる住宅を建てるとともに、近隣の樹木や石を使用して庭の造園に取りかかった。庭園が最終的に完成したのは1930年頃で、池の周囲に自然景観を取り入れた築山、枯れ山水、自然林に模した樹木などが巧みに配置されている。
1983年に町指定文化財となり、2001年に町が購入して整備を進めた。2003年秋、開町125周年を記念して、土蔵と離れをつなぐ形で休憩施設「梅雲亭」が完成するとともに、蔵と離れの一般公開を開始した。土蔵内部には梅村家関連の資料が展示されている。

## 交通アクセス
- JR北海道函館本線八雲駅から徒歩5分

## 施設概要
- 入場料
  - 無料

## 近隣施設
- 八雲町郷土資料館